# Microcerella lalie
Microcerella lalie är en tvåvingeart som beskrevs av Mariluis 2004. Microcerella lalie ingår i släktet Microcerella och familjen köttflugor. Inga underarter finns listade i Catalogue of Life.